# District de Yeongam
Le district de Yeongam est un district de la province du Jeolla du Sud, au sud-ouest de la Corée du Sud, près de la ville de Mokpo. Ses trois symboles sont la fleur d’ume (abricotier du Japon), le zelkova et le pigeon de montagne.

## Histoire
Un nombre important de traces datant de l’âge de bronze a été retrouvé à Jancheon-ri, en particulier des poignards minces, des moules en bronze et 900 dolmens. Les moules pour armes en bronze ont été classés en tant que trésor national n° 231 et sont conservés à l’université Soongsil à Séoul.
À la période des trois Han, la région faisait partie de la confédération de Mahan et on présume qu’à cette époque, elle s’appelait Woljiguk. Du Ier au Ve siècle, le bassin du Yeongsan est le centre de la culture des sépultures en grandes jarres ce qui favorise le développement d’une industrie de la poterie. Il y a 1 200 ans, c’est là que les premières glaçures artificielles ont été réalisées.
Depuis 757, la région a pris le nom de Yeongam. En 903 se déroula une fameuse bataille navale entre les armées de Taejo de Goryeo et Gyeonhwon du Baekje postérieur.

## Géographie

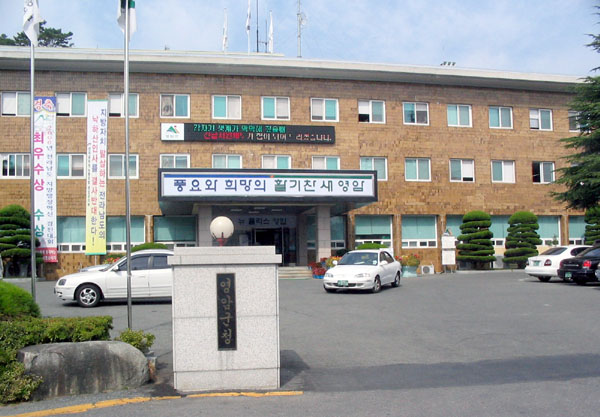
La préfecture de Yeongam

Le district comptait 141 489 habitants en 1965, sa population a diminué jusqu'en 1995, année où il ne comptait plus que 62 400 habitants à cause de l’exode rural. Actuellement, la population est remontée à 65 699 habitants. Le district est divisé en 11 municipalités : 9 communes rurales (myeons) et deux petites villes (eups). Le chef-lieu, Yeongam (9 478 habitants en 2010), est un eup depuis 1979 et Samho (21 589 habitants en 2010), juste en face de la ville de Mokpo, depuis 2003. Samho abrite les complexes industriels de Daebul et de Samho et le circuit automobile international de Corée. Ce circuit vient d’être achevé en 2010, il se trouvera au cœur d’une ville nouvelle dans les prochaines années. Dans le sud-ouest du district se trouve aussi des champs et le grand réservoir d’eau potable de la rivière Yeongsan. Le sud-est est couvert de collines qui s’élèvent jusqu’au mont Wolchul.
Le district produit des nashis, des kakis, des patates douces, des figues, des pastèques, du riz, des œufs de poissons et des crevettes.

## Sites particuliers

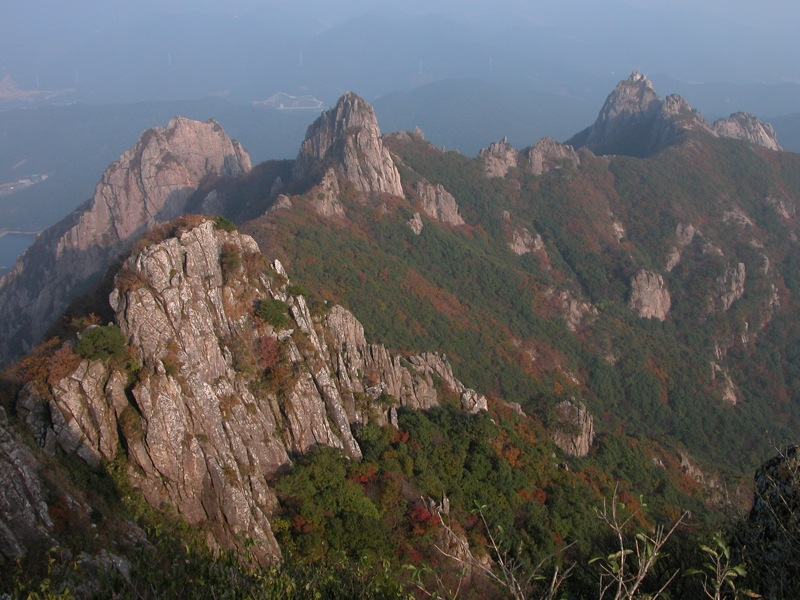
Le mont Wolchul

- Le mont Wolchul 34° 45′ 58″ N, 126° 42′ 11″ E : 
Le mont Wolchul se trouve à la fin de la chaîne des monts Sobaek au cœur d’un parc national. Il culmine à 809 m d’altitude au pic Cheonhwang et domine la mer Jaune. Il abrite deux grands temples bouddhistes, Muwisa au sud et Dogapsa à l’ouest.
- Dogapsa (ko) est célèbre pour sa porte de la délivrance (Haetalmun, trésor national n° 50). Le temple de Dogap a été établi sur le site du temple de Munsu par Doseonguksa. Il a été reconstruit en 1473 par les moines Sumi et Sinmi, brûlé pendant la guerre de Corée et reconstruit ensuite. Il contient aussi un monument de 1653 dédié à la mémoire de Doseon et Sumi ainsi qu’une représentation d’un Bouddha assis, le Seokjoyeoreajwasang.
- Mt. Wolchul Maaeyeoraejwasang, trésor national n° 144. C’est une représentation géante d’un bouddha assis, gravé sur un rocher.
- Seongpungsaji, une pagode à 5 niveaux construite en 1009.
- Le village traditionnel de Gurim 34° 45′ 20″ N, 126° 37′ 54″ E est porteur d’une longue histoire. C’est là que sont nés Wangin et Doseonguksa. C’est aussi un des sites précurseurs dans l’art de la poterie, la porcelaine de Gurim étant fabriquée depuis 1 200 ans. Plusieurs anciens fours ont été retrouvés. Le village a aussi gardé de nombreuses maisons traditionnelles ainsi que ses murs en pierre et 12 pavillons. À l’est du village se trouve le site historique de Wangin.
Le festival culturel Wangin se tient au début du mois d’avril, il fait revivre la culture de l’époque de Baekje.
- Le lac de Yeongam existe dans l’estuaire depuis novembre 1996 à la suite d’un projet d’aménagement du territoire. Constitué d’un mélange d’eau douce et d’eau salée, il contient des poissons de mer. Ses vasières accueillent 300 000 oiseaux chaque année et en hiver une centaine d’espèces d’oiseaux migrateurs

## Personnages célèbres
- Wani, un érudit semi-légendaire qui partit au Japon vers l’an 300.
- Doseonguksa (826-898), un moine bouddhiste zen et un géomancien qui fit un voyage en Chine
- Choe Ji-mong (907-987), un astronome
- Ohan Park Seonggeon, l’auteur du Geumseongbyeolgok
- Gojuk Choi Gyeongchang, un poète
- Kim Chang-jo (1856-1919), le musicien qui a créé le Gayageumsanjo